# Bad Endorf

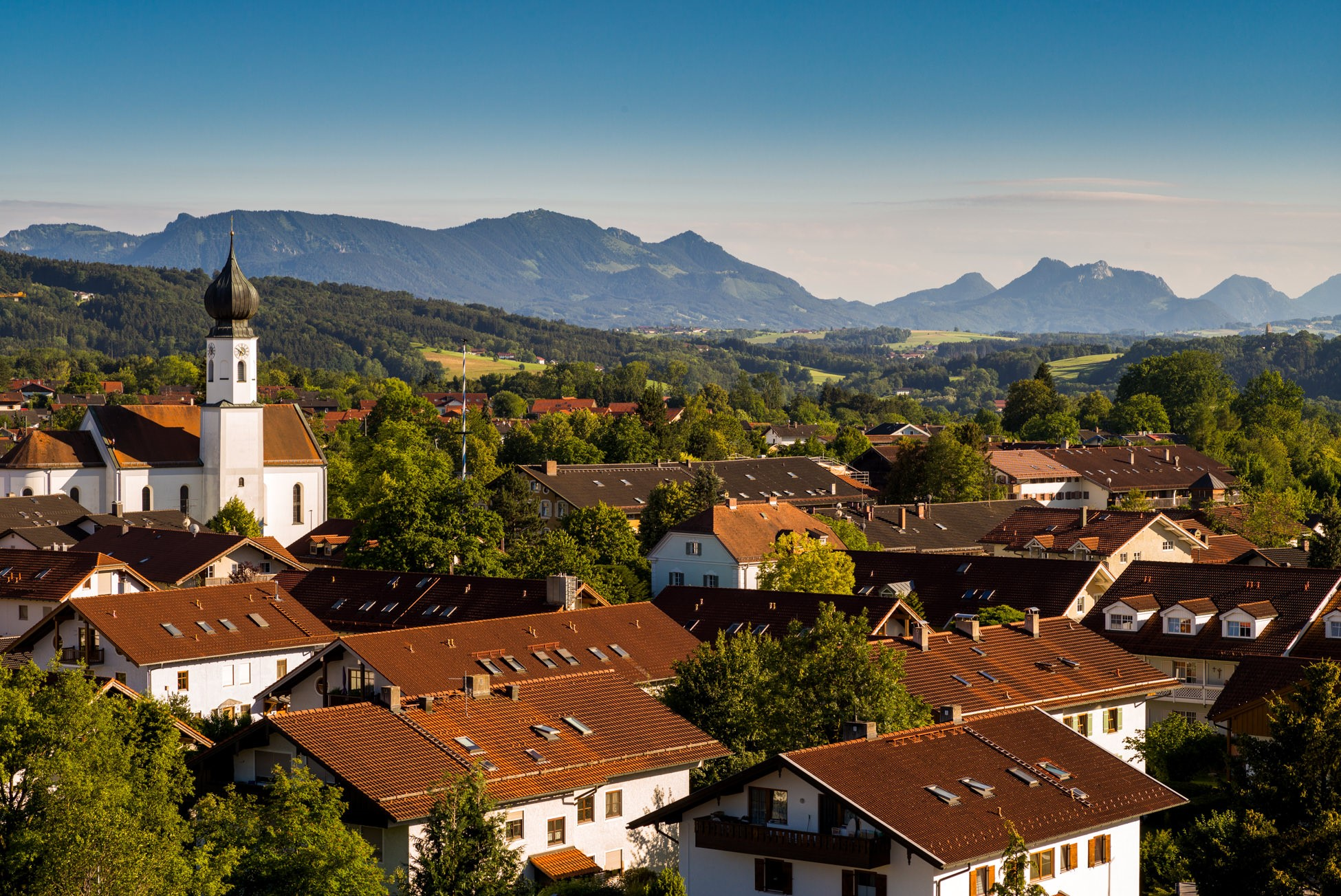
Bad Endorf Ortspanorama

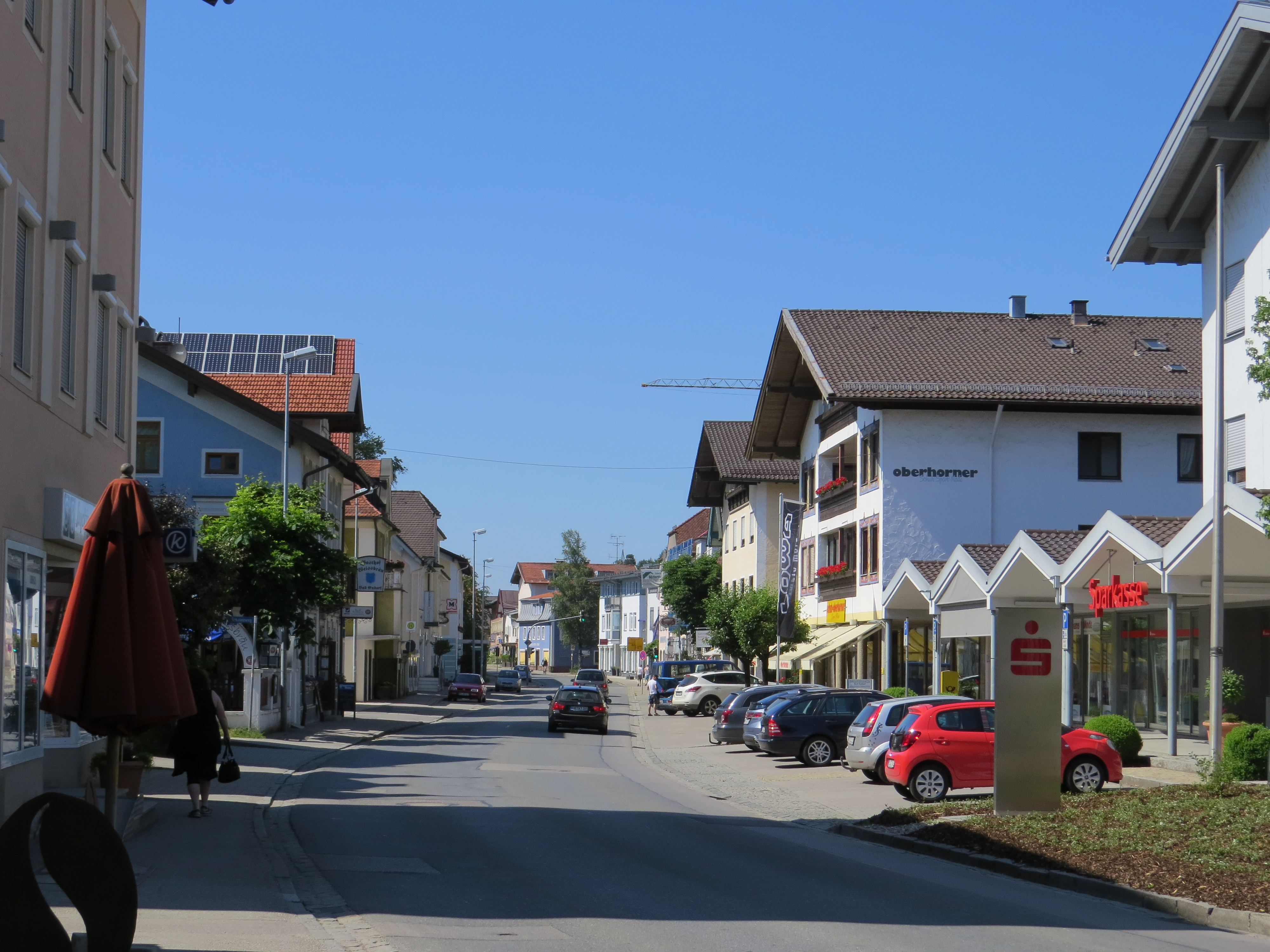
Bahnhofstraße in Bad Endorf

Bad Endorf (bis 1987 amtlich: Endorf i.OB) ist ein Markt im oberbayerischen Landkreis Rosenheim, der 1987 als Heilbad staatlich anerkannt wurde. Seit 1988 führt der Ort die Bezeichnung „Bad“ im Ortsnamen.

## Geografie

### Geografische Lage
Der Markt befindet sich rund 15 km nordöstlich von Rosenheim, 20 km südlich von Wasserburg am Inn, 30 km westlich von Traunstein, 8 km nördlich von Prien am Chiemsee und 13 km von der Bundesautobahn 8 (Anschlussstelle Bernau am Chiemsee) entfernt.

### Gemeindegliederung
Es gibt 49 Gemeindeteile:
- Achthal
- Anger
- Antwort
- Anzing
- Asbichl
- Bach
- Bad Endorf
- Batterberg
- Bergham
- Daumberg
- Dorfbach
- Eisenbartling
- Engling
- Gaben
- Gries
- Hartmannsberg
- Hemberg
- Hemhof
- Hirnsberg
- Hofham
- Holzberg
- Holzen
- Jolling
- Kreuzbichl
- Kronlohe
- Kurf
- Landing
- Lemberg
- Letten
- Mauerkirchen im Chiemgau
- Moos
- Patersdorf
- Pelham
- Pfeil
- Rachental
- Rain
- Rankham
- Schlicht
- See
- Stauden
- Stephanskirchen
- Stetten
- Stock
- Stockham
- Ströbing
- Teisenham
- Thal
- Thalkirchen
- Ulperting

### Natur
Folgende Schutzgebiete berühren das Gemeindegebiet:
- Naturschutzgebiet Eggstätt-Hemhofer Seenplatte (NSG-00154.01)
- Landschaftsschutzgebiet Schutz des Simssees und seiner Umgebung (LSG-00111.01)
- Landschaftsschutzgebiet LSG „Moor- und Tallandschaften bei Söchtenau“ (LSG-00489.01)
- Landschaftsschutzgebiet Inschutznahme der Thalkirchner Achen und ihrer Umgebung als LSG (LSG-00147.01)
- Fauna-Flora-Habitat-Gebiet Simsseegebiet (8139-371)
- Fauna-Flora-Habitat-Gebiet Moorgebiet von Eggstädt-Hemhof bis Seeon (8040-371)
- Fauna-Flora-Habitat-Gebiet Moore und Seen nordöstlich Rosenheim (8039-302)
- Vogelschutzgebiet (Vogelschutzrichtlinie der EU) Moorgebiet von Eggstaett-Hemhof bis Seeon (8040-471)

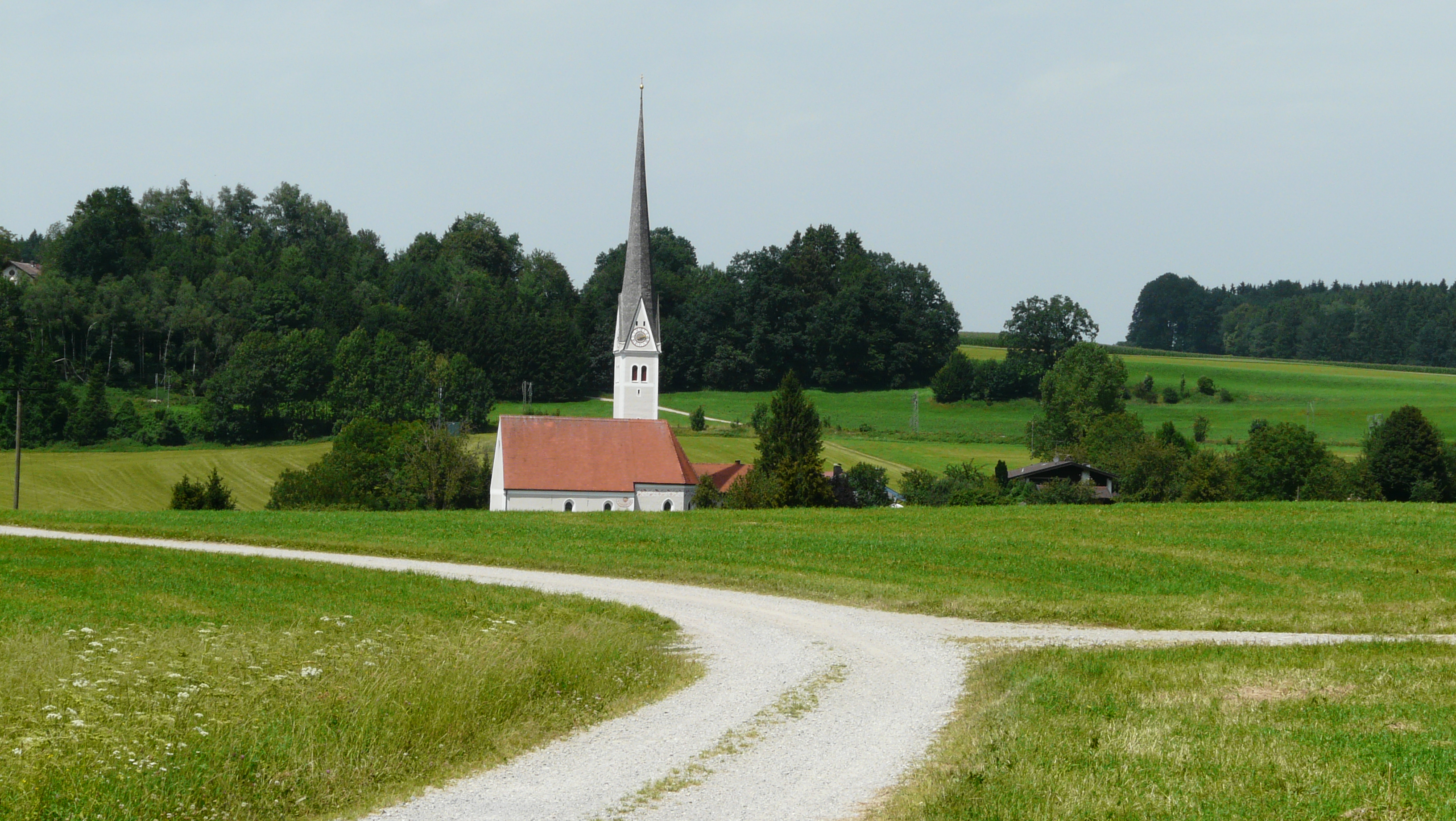
Mauerkirchen

## Geschichte

### Bis zur Gemeindegründung
In der Zeit der römischen Herrschaft (Provinz Noricum) führte eine Römerstraße von Salzburg nach Augsburg über das heutige Gemeindegebiet. Historische Funde wie die römische Villa Rustica in Eisenbartling belegen eine frühere Siedlungstätigkeit.
924 erfolgte die erste urkundliche Erwähnung in den Archiven des Erzbischofs von Salzburg mit der Schreibweise „Zennidorf“. Der Ortsteil Hirnsberg wurde um 1100 erstmals erwähnt. Die Herren von Dorfbeck waren vom späten 11. Jahrhundert bis 1417 im Gemeindegebiet ansässig. Endorf war lange Zeit ein Amt der Herrschaft Wildenwart, die zusammen mit der Herrschaft Hohenaschau mit der Hochgerichtsbarkeit ausgestattet war. Endorf wurde im Zuge der Verwaltungsreformen in Bayern nach 1803 eine selbständige politische Gemeinde.

### 19. und 20. Jahrhundert
1860 wurde Endorf an die Bahnstrecke Rosenheim–Salzburg angeschlossen. Im Jahre 1963 wurde in 4848 m Tiefe das jodhaltige Heilwasser durch Zufall bei einer Erdölbohrung entdeckt. Danach begann der Aufbau des Heilbades.

### Eingemeindungen
Im Zuge der Gebietsreform in Bayern wurden am 1. April 1971 Teile der aufgelösten Gemeinde Mauerkirchen eingegliedert. Am 1. Januar 1972 kamen Teile von Hirnsberg hinzu. Am 19. August 1973 wurde Endorf zum Markt erhoben. Hemhof und Teile der aufgelösten Gemeinde Pietzing wurden am 1. Mai 1978 eingegliedert. Im Jahr 1988, ein Jahr nach der Anerkennung als Heilbad, hat sich Endorf dafür entschieden, die Bezeichnung „Bad“ im Ortsnamen zu führen.
| Gemeinde     | Datum der Eingemeindung | Gemeindeteile |
| ------------ | ----------------------- | --- |
| Hemhof       | 01.05.1978              | Bach, Batterberg, Daumberg, Gaben, Hartmannsberg, Hemhof, Lemberg, Pelham, Rankham, Schlicht, Stephanskirchen und Thal                                                    |
| Hirnsberg    | 01.01.1972              | Achthal, Anger, Asbichl, Gries, Hirnsberg, Holzberg, Holzen, Kreuzbichl, Kronlohe, Letten, Moos, Rain, See (am Simssee), Stauden, Thalkirchen, Ulperting und Unterachthal |
| Mauerkirchen | 01.04.1971              | Antwort, Mauerkirchen, Rachenthal und Ströbing |

### 1100-Jahr-Feier
2024 feiert die Gemeinde mit einer Reihe von Veranstaltungen wie Markttagen und Konzerten 1100 Jahre Bad Endorf.

### Einwohnerentwicklung
Zwischen 1988 und 2018 wuchs der Markt von 5082 auf 8377 um 3295 Einwohner bzw. um 64,8 Prozent – der höchste prozentuale Zuwachs im Landkreis im genannten Zeitraum.

## Politik

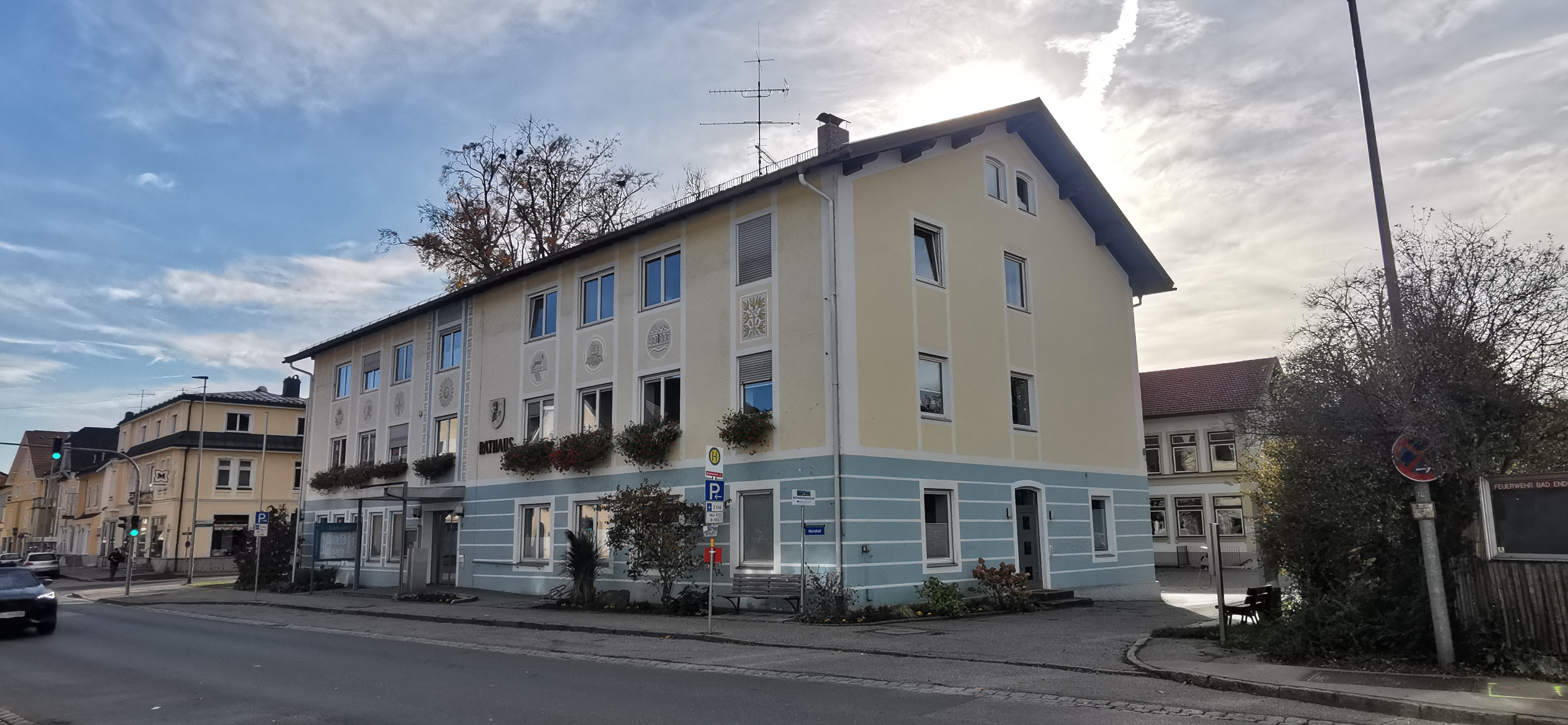
Rathaus

### Gemeinderat
20 ehrenamtliche Gemeinderäte und der hauptamtliche Bürgermeister bilden den Gemeinderat:
|                 | 2020 | 2014 | 2008 | 2002 |
| --------------- | ---- | ---- | ---- | ---- |
| Sitze insgesamt | 20   | 20   | 20   | 20   |
| CSU             | 6    | 7    | 7    | 9    |
| B’90/Die Grünen | 4    | 2    | -    | -    |
| SPD             | 3    | 3    | 3    | 5    |
| ÜWG/EFL 1       | 3    | 3    | 6    | 3    |
| ABE 2           | 3    | 3    | -    | -    |
| EFL 3           | -    | 2    | 4    | 3    |
| fraktionslos    | 1    |      |      |      |

### Bürgermeister
| Amtszeit    | 1. Bürgermeister         | 2. Bürgermeister      | 3. Bürgermeister     |
| 2008 – 2014 | Gudrun Unverdorben (ÜWG) | Martin Lauber (EFL)   |                      |
| 2014 – 2020 | Doris Laban (ABE)        | Wolfgang Kirner (CSU) |                      |
| seit 2020   | Alois Loferer (CSU)      | Wolfgang Kirner (SPD) | Eduard Huber (Grüne) |

### Wappen
| | Blasonierung: „In Gold der Rumpf eines rot bezungten schwarzen Bracken mit blauer Halskette, daran ein blaues Schloss.“ |
| Wappenbegründung: Das Gemeindewappen entspricht dem Familienwappen der Herren von Dorfbeck, die vom späten 11. Jahrhundert bis 1417 im Gemeindegebiet ansässig waren und sich nach ihrem Sitz in Dorfbach bei Endorf nannten. Der Brackenkopf ist auf Siegeln aus dem 14. und 15. Jahrhundert und auf dem Grabmal des um 1400 verstorbenen Pflegers Heinrich Dorfbeck in der Kirche von Altenbeuern überliefert. Die Familie ist um 1600 ausgestorben. | |

### Gemeindepartnerschaften
- Vomp, Österreich
- Wolowez, Ukraine

## Wirtschaft und Infrastruktur

### Wirtschaft
Die Wirtschaftsstruktur der Region besteht hauptsächlich aus Landwirtschaft, produzierendem und verarbeitendem Gewerbe sowie dem Kurbetrieb (Therme Bad Endorf) als bedeutendem Dienstleister im Ort. Zusammen stellen sie etwa 60 % der Arbeitsplätze in der Region.

#### Wirtschaftsgeschichte
Die Lage an der alten Salzstraße begünstigte den Handel, während seit 1860 der Anschluss an die Bahnlinie Rosenheim-Salzburg die regionale Wirtschaft weiter belebte.
Seit dem 15. Jahrhundert sind drei Märkte im Jahr dokumentiert; heute finden zwei Marktsonntage statt, jeweils am ersten Sonntag im Mai und am zweiten Sonntag im Oktober. Endorf wurde 1973 vom Bayerischen Innenministerium zum Markt erhoben und 1987 zum Heilbad ernannt.
Obwohl sich der Charakter der Gemeinde seit ihrer landwirtschaftlich geprägten Vergangenheit vor 150 Jahren deutlich gewandelt hat, spielt die Landwirtschaft eine wichtige Rolle, insbesondere die Milchwirtschaft und die Grünlandbestellung, die für den Kurort von Bedeutung sind. Viele Einwohner sind in Dienstleistungs- und Handwerksbetrieben tätig. Zu den größten Arbeitgebern zählen die Simssee Klinik und die Chiemgau Thermen mit rund 600 Arbeitsplätzen.
Die Gemeinde verfügt über eine Kapazität von 1500 Betten in über 30 Gaststätten. Zudem sind holzverarbeitende Betriebe, Baubetriebe und ein Bootshersteller ansässig.

#### Ansässige Unternehmen
- Simssee Klinik GmbH
- Konditorei Bäckerei Miedl GmbH
- Hans Kotiers Schreinerei Glaserei GmbH
- Gesundheitswelt Chiemgau AG
- Chiemgau Thermen GmbH - Therme Bad Endorf
- Ströbinger Hof GmbH
- Akustikbau Simon Obermaier GmbH
- Autohaus Bichlmaier GmbH & Co. KG
- Chiemgauer Weberei
- Ketten Wälder GmbH
- Obermeier Holzbau GmbH

### Infrastruktur

#### Verkehr

##### Straßenverkehr
13 Kilometer vom Ort Bad Endorf entfernt befindet sich die Anschlussstelle Bernau am Chiemsee der Bundesautobahn 8. Diese ist über die Staatsstraße 2092, die auch Bad Endorf mit Prien am Chiemsee verbindet, erreichbar. Die Staatsstraße 2095 stellt eine schnelle Verbindung in das Stadtzentrum von Rosenheim her.

##### Schienenverkehr
Durch die Gemeinde verlaufen die Bahnstrecken Rosenheim–Salzburg und Bad Endorf–Obing. Die Bahnstrecke Rosenheim–Salzburg wird im Kursbuch der Deutschen Bahn als Kursbuchstrecke 951 geführt. An dieser liegt auch der Bahnhof Bad Endorf (Oberbay). Die Bahnstrecke Bad Endorf–Obing wird heute nur noch von Museumsbahnzügen befahren. Die Züge der Museumsbahn beginnen ebenfalls im Bahnhof Bad Endorf (Oberbay). Sie bedienen dann noch den Haltepunkt Bad Endorf Flugplatz, um ihre Fahrt in Richtung Obing fortzusetzen.
Am 7. Mai 1860 wurde die Bahnstrecke Rosenheim–Salzburg eröffnet, an der der Bahnhof Endorf entstand. Im Bahnhof Endorf waren zwei Kreuzungsgleise und ein Wasserhaus vorhanden. Der Bahnhof hatte außerdem eine große Bedeutung für Güter aus der Region, die an der Laderampe und am Güterschuppen verladen wurden. Neben dem Bahnhof Endorf nahm man mit der Streckeneröffnung den Haltepunkt Bergham in Betrieb. Dieser lag ebenfalls in der Gemeinde Bad Endorf. Am 15. Oktober 1908 wurde eine Lokalbahn von Endorf nach Obing eröffnet, woraufhin ein weiteres Umfahrgleis, auf dem die Lokalbahnlokomotiven umsetzen, errichtet wurde. 1963 ging im Bahnhof Bad Endorf ein Drucktastenstellwerk in Betrieb. Auf der Lokalbahn nach Obing stellte die Deutsche Bundesbahn am 26. Mai 1968 den Personen- und am 1. Januar 1996 auch den Güterverkehr ein. Am 1. Juli 2006 wurde die Strecke von der Chiemgauer Lokalbahn als Museumsbahn wiedereröffnet. Der heute als Bad Endorf (Oberbay) bezeichnete Bahnhof besitzt ein Durchfahrtsgleis und drei Bahnsteiggleise, die an einem Hausbahnsteig mit Zungenbahnsteig und an einem Außenbahnsteig liegen. Der Bahnhof wird heute im Stundentakt von Regional-Express-Zügen der Relation München–Grafing–Rosenheim–Bad Endorf–Prien am Chiemsee–Traunstein–Freilassing–Salzburg bedient. Zudem halten in Bad Endorf noch drei Fernverkehrszüge. Auf der Museumsbahn ist nur im Sommer Betrieb. Der Haltepunkt Bergham an der Bahnstrecke von Rosenheim nach Salzburg wurde stillgelegt.

##### Busverkehr
Die Gemeinde ist durch fünf Buslinien (9414, 9425, 9427, 9510 und 9511) an das Liniennetz des Regionalverkehrs Oberbayern (RVO) angeschlossen. Es bestehen Busverbindungen in Richtung Rosenheim, Prien am Chiemsee, Halfing, Wasserburg am Inn, Schonstett, Rimsting, Höslwang, Prutting und Eggstätt.

##### Luftverkehr
Zwei Kilometer nördlich des Ortskernes besteht der Flugplatz Bad Endorf, ein Sonderlandeplatz für Luftfahrzeuge bis 2000 kg Höchstabfluggewicht (MTOW).

### Öffentliche Einrichtungen
Gesundheitswelt Chiemgau AG (Abk. GWC, Holding seit 1998, Aktienmehrheit im Besitz des Marktes) mit den Tochterunternehmen:
- Chiemgau-Thermen: (1971 bis 1998 Jod Thermalbad Endorf AG) mit Thermenlandschaft, Saunawelt und weiteren Angeboten in den Bereichen Beauty, Wellness und Sport.
- Simssee Klinik GmbH: Fachkrankenhaus für die Bereiche Orthopädie, Psychosomatik und Geriatrie.
- Thermenhotel Ströbinger Hof
- Gesundheitsakademie Chiemgau

### Staatliche Einrichtungen
Die Bundespolizeisportschule Bad Endorf ist das Leistungszentrum der Bundespolizei für die Wintersportarten Ski alpin, Nordische Kombination, Skilanglauf, Skispringen, Biathlon, Eisschnelllauf, Short Track, Bob, Rennrodeln und Skeleton. Die Ausbildung erfolgt im sogenannten „Bad Endorfer Modell“, das heißt die Ausbildung zum Polizeivollzugsbeamten und im Leistungssport erfolgt parallel.

### Bildungseinrichtungen
Es gibt eine Grund- und Mittelschule Bad Endorf, die zwischen 500 und 600 Schüler besuchen (Stand 2015). Sie ist zuständig für Schüler aus dem Schulverband zwischen Bad Endorf, Halfing, Höselwang und Söchtenau. 

## Kultur und Sehenswürdigkeiten

### Bauwerke

Ortsmotiv mit Jakobuskirche

- Pfarrkirche St. Jakobus aus dem Jahr 1857.
- Schloss Hartmannsberg zwischen Schloßsee und Langbürgner See.

### Tourismus
- Mit dem Simssee, Langbürgner See, Schloßsee, Pelhamer See und noch knapp einem Dutzend kleinerer Seen im Naturschutzgebiet Eggstätt-Hemhofer Seenplatte gehört Bad Endorf zu den seenreichsten Gemeinden Bayerns.
- Bad Endorf ist der nördliche Ausgangspunkt des „Grenzenlos“-Fernwanderweges, der auf zwei alternativen Strecken nach Kufstein führt bzw. Chiemsee und Kaisergebirge verbindet.
- Der Fernwanderweg „Via Julia“, der dem Verlauf der früheren Römerstraße von Salzburg nach Augsburg folgt, führt beim Ortsteil Stephanskirchen durch das Gemeindegebiet und die Eggstätt-Hemhofer Seenplatte.
- Bad Endorf liegt an der Strecke des Radpilgerweges Benediktweg, der im August 2005 eröffnet wurde.

### Theater

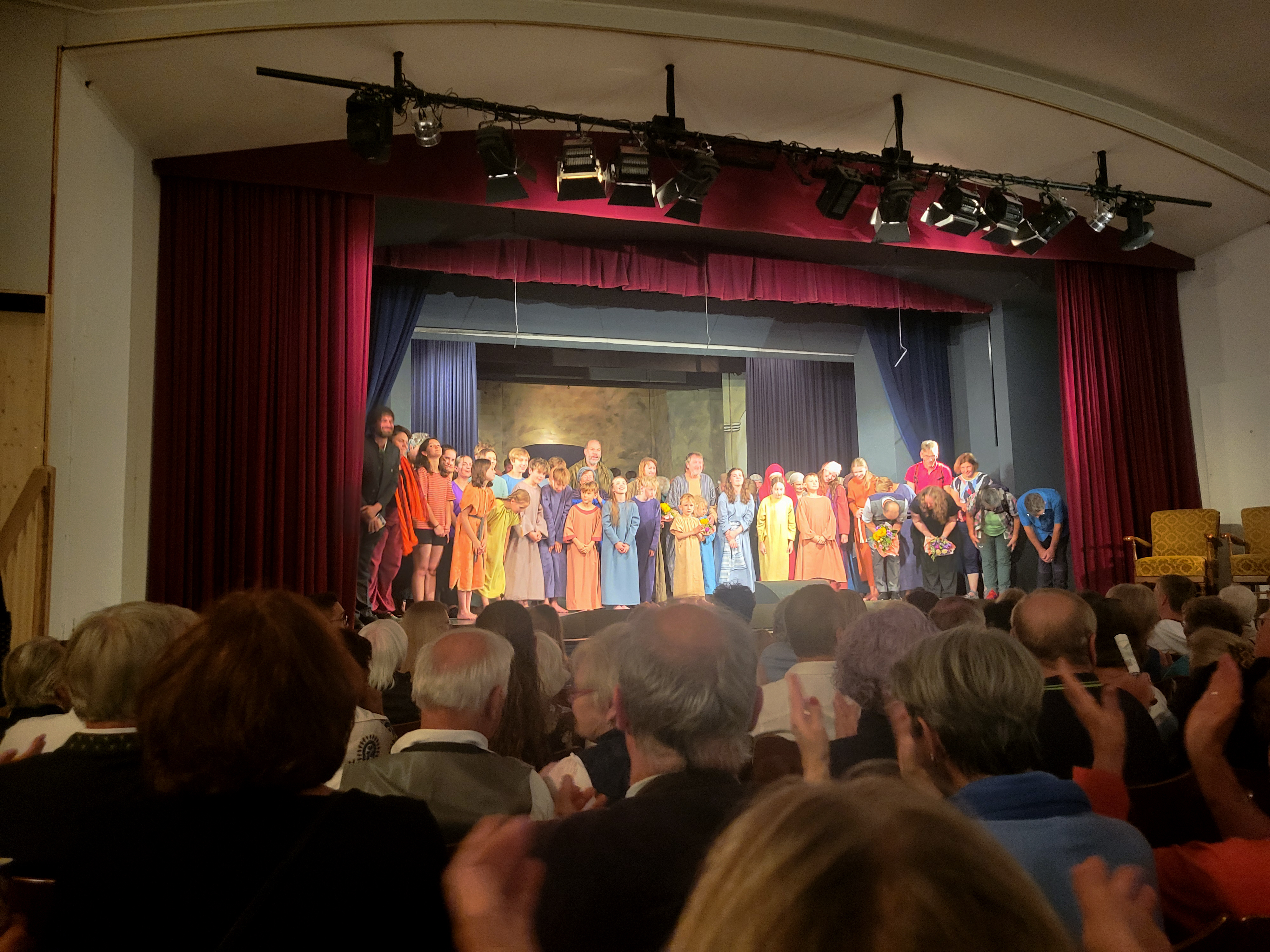
Theatergesellschaft Bad Endorf, 2025

- Die Theatergesellschaft Bad Endorf e. V., das drittälteste Theater in Bayern, führt größtenteils religiöse Stücke auf[21]

## Persönlichkeiten
- Erna Tillgner (1888–1971), Autorin und Bildhauerin[22]
- Wolfgang Clemen (1909–1990) war ein bedeutender Anglist und hat sich besonders um die Shakespeare-Forschung verdient gemacht. Er gilt als Neubegründer des Englischen Seminars der Universität München nach dem Zweiten Weltkrieg. Die Universitäten Birmingham (1964), Rouen (1967) und Uppsala (1977) haben ihm die Ehrendoktorwürde verliehen. Zum Commander of the Order of the British Empire wurde er 1972 ernannt; 1981 folgte die Wahl in den Orden Pour le mérite für Wissenschaften und Künste. Außerdem war er Träger des Bayerischen Maximiliansordens für Wissenschaft und Kunst, des Bayerischen Verdienstordens und des Großen Bundesverdienstkreuzes mit Stern.
- Hermann Frieb (1909–1943), in Mauerkirchen geboren, Widerstandskämpfer gegen den Nationalsozialismus, 1943 hingerichtet
- Georg Dhom (1922–2014), Pathologe
- Walter Kindermann (1936–2013) war von 1984 bis 2002 Bürgermeister. Der Ehrenbürger des Marktes ist 2007 mit dem Bundesverdienstkreuz am Bande ausgezeichnet worden.
- Maria Stadler (1914–1994), langjährige Kinobetreiberin in Bad Endorf, wurde 1988 mit dem Ehrenpreis des Bundesfilmpreises ausgezeichnet. Die Regisseurin Doris Dörrie setzte ihr, der Kino Maria, mit ihrem Erstlingswerk Ob’s stürmt oder schneit ein filmisch-dokumentarisches Denkmal.[23]
- Michael Müller (* 1958), in Rosenheim geboren, deutscher Medienwissenschaftler, Hochschullehrer, Autor und Berater